# 燕文貴

燕文貴《溪山樓觀圖》（台北國立故宮博物院藏）

燕文貴（967年—1044年），又名燕文季，吳興（今屬浙江）人，宋代畫家，师從郝惠。宋太宗時在汴梁（今河南開封）街頭賣畫，受畫院待詔高益賞識及舉薦，参加绘制大相国寺壁画，遂进入翰林图画院為祗侯。
工畫山水、人物，尤擅善畫壁立千仞的山水，不师古人，自成一家，富有变化，人称“燕家景致”，「奇峰萬木」為其代表作。相传他画《七夕夜市图》，写汴京的繁华景象，颇为精备；《船舶渡海像》，大不盈尺，而具有墙、帆、橹和舟人指呼奋踊之状，风波浩荡，岛屿相望，有咫尺千里之势；存世作品有《溪山楼观》、《烟岚水殿》等图。
谢稚柳和傅熹年認為《茂林远岫图》也是他的作品。